# Saturació cromàtica

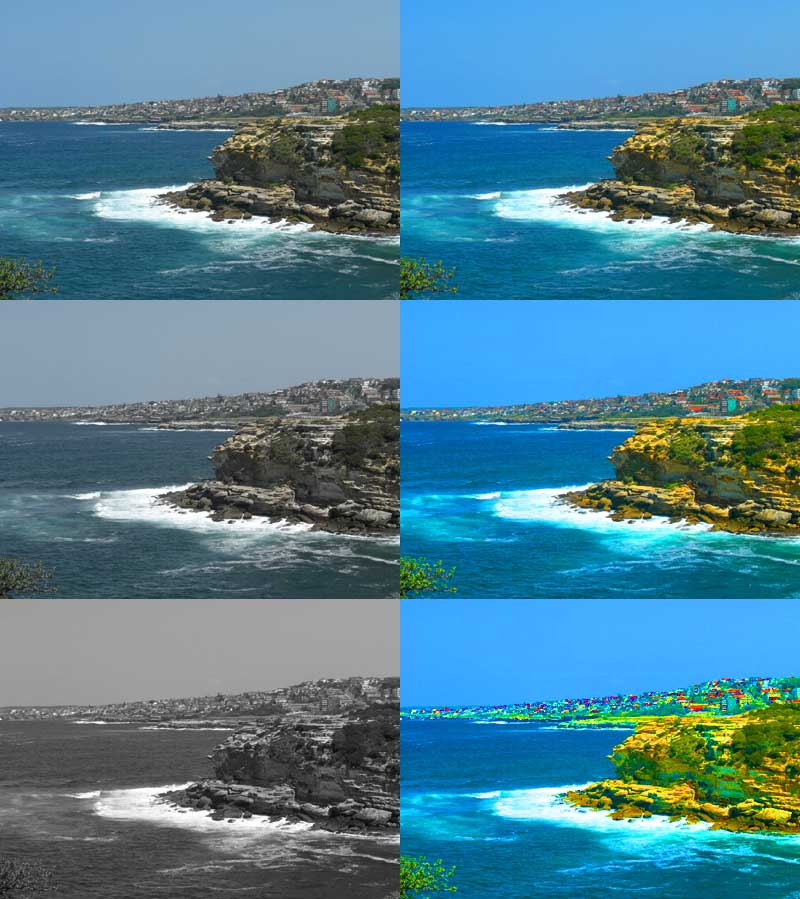
Diferents nivells de saturació d'una fotografia

En la teoria del color i en disciplines relacionades, com ara fotografia, la saturació o puresa és la intensitat d'una tonalitat específica. Es basa en la puresa del color: una tonalitat molt saturada té un color viu i que ressalta; en disminuir la saturació, el color es torna més dèbil i grisós. Si s'anul·la completament la saturació, el color es transforma en una tonalitat de grisos. En conseqüència, per exemple, la dessaturació d'una fotografia digital és una de les tècniques amb què es pot transformar una imatge en color en una en blanc i negre. La saturació és una de les tres coordenades amb què es defineix un color en el sistema Hue Saturation Lightness (HSL) i Hue Saturation Brightness (HSB). La saturació d'un color depèn de la intensitat de la llum i de l'espectre de longitud d'ona en què es distribueix. El color pur s'obté quan la llum és en una sola longitud d'ona, com en el cas del làser. Per dessaturar un color en un sistema sostractiu (com ara l'aquarel·la) s'hi pot afegir blanc, negre, gris, o el color complementari.
El croma és el "colorit d'una àrea jutjat com una proporció de la lluentor d'una àrea il·luminada de manera similar que sembla blanca o d'alta transmissió". Com a resultat, el croma només depèn en la seva major part de les propietats espectrals, i consegüentment es considera que descriu el color de l'objecte. És el diferent d'un gris de la mateixa lluminositat que sembla ser el color d'aquest objecte.

## Aspectes generals
La saturació d'un color és determinada per una combinació de la seva intensitat lluminosa i la distribució de les seves diferents longituds d'ona a l'espectre de colors. El color més pur s'aconsegueix usant una sola longitud d'ona a una intensitat molt alta, com amb un làser. Si la intensitat lluminosa disminueix, la saturació també. Per a dessaturar un color en un sistema substractiu (com en el gouache), pot agregar-se-li blanc, negre, gris, o el seu color complementari.
La saturació és una de les coordenades en els models de color HSL i HSV. Gairebé tots els programes computacionals que implementen aquests espais usen una aproximació molt tosca per a calcular el valor que ells diuen saturació, com ara les fórmules descrites en els articles respectius, i aquest valor té poc, o res a veure, amb la descripció que apareix aquí.

## Colorimetria

### Puresa
Observem que per a qualsevol llum podem trobar una llum monocromàtica i una llum blanca que en barrejar-se formen una llum que no es pot distingir de la llum original.
- Es diu que els seus colors són metamèrics.
- Es considera que la llum monocromàtica té color pur. Els altres són més o menys blancs.
- La longitud d'ona de la llum monocromàtica és la longitud d'ona dominant.

La colorimetria es basa en la llei o efecte d'Abney, que postula la linealitat de les relacions entre quantitats físiques i percepcions acolorides. Com a resultat, la mescla lluminosa es pot caracteritzar sumant la quantitat utilitzada per al mesurament (qualsevol que sigui: luminància, flux lluminós, etc.).

#### Puresa colorimètrica
Per a una llum determinada, existeix una llum metàmera composta per una llum monocromàtica de luminància visual Lλ i una llum blanca de luminància visual Lb. Diem puresa colorimètrica i l'anotem com a pc, a la relació:
{\displaystyle p_{c}={\frac {L_{\lambda }}{L_{\lambda }+L_{b}}}.}

## Codificació de colors per ordinador
Els sistemes informàtics de descripció del color, com a To-Saturació-Llum, descriuen el color mitjançant les proporcions dels colors primaris en la pantalla o la impressora. El to obtingut varia segons la tècnica de fabricació, que determina la posició dels primaris en el diagrama de cromaticitat i, per tant, els límits de la gamma. La saturació és, en aquest cas, un valor relatiu al màxim que es pot obtenir amb la gamma del sistema. És igual a 1 quan un dels components primaris és zero; és igual a zero quan els tres components són iguals, i en general igual al quocient de la diferència entre el component més fort i el més feble, pel component més feble. Sovint, codifiquem el valor de 0 a 1 com a percentatge o de 0 a 255 (implícit, dos-cents cinquanta-cinquens) per a codificació de 8 bits.
Els sistemes de transmissió de vídeo transmeten, en la majoria dels casos, un senyal de luminància i un senyal de crominància que indica la diferència entre color i gris. La fase del senyal de crominància expressa el to i la seva amplitud la saturació bruta.
En el cas de la informàtica, com en el del senyal de vídeo, la puresa colorimètrica del color obtingut no pot determinar-se simplement a partir del valor de saturació. La puresa de sortida està entre 0 quan la saturació és zero, i un valor màxim que varia en funció de la longitud d'ona, quan la saturació és del 100%. Entre els dos, els ajustos del contrast de la pantalla, el nivell de negre i la correcció gamma determinen la corba de correspondència entre la saturació i la puresa colorimètrica.

## Puresa en el sistema colorimètric CIE 1931
En el sistema colorimètric CIE 1931, la puresa o saturació és la distància euclidiana entre la posició del color {\displaystyle (x,i)} i el punt blanc {\displaystyle (x_{I},i_{I})} sobre el pla de projecció xy de la CIE, dividit per la distància (euclidiana, sempre) d'un color pur (monocromàtic o dicromàtic sobre la mateixa línia) del mateix matís {\displaystyle (x_{P},y_{P})=\rho _{\mathrm {max} }(x-x_{I},y-y_{I})+(x_{I},y_{I})} :
{\displaystyle p={\sqrt {\frac {(x-x_{I})^{2}+(y-y_{I})^{2}}{(x-x_{P})^{2}+(y-y_{P})^{2}}}}}
i {\displaystyle \rho _{\mathrm {max} }} màxim en el diagrama cromàtic.

## Saturació al sistema colorimètricRGB
En un model de color RGB, la saturació pot ser descrita com la desviació estàndard σ entre les coordenades R(vermella), G(verda) i B(blava). Si escollim μ per a representar la lluminositat (color), llavors,
{\displaystyle \sigma ={\sqrt {(R-\mu )^{2}+(G-\mu )^{2}+(B-\mu )^{2} \over 3}}}.
En termes senzills, es podria dir que un color té una saturació màxima si té una lluminositat del 100% en el canal (imatge digital) vermell i 0% en els altres canals. Aquest color no estaria saturat en absolut si tots els canals fossin iguals. Així, podem dir que la saturació és la diferència entre els valors dels canals.
En termes exclusivament colorimètrics, aquesta simple definició en l'espai colorimètric RGB planteja alguns problemes. L'espai colorimètric RGB no és absolut, el valor de saturació és arbitrari i depèn de l'elecció dels colors primaris i del punt blanc. Per exemple, l'espai de color RGB no té necessàriament un jacobià únic en termes colorimètrics.

## Cromaticitat en els sistemes colorimètricsCIE 1976 L*a*b* i L*u*v*
La definició ingènua de la saturació no en dona la funció de resposta. En els sistemes colorimètrics CIE XYZ i RGB, la saturació es defineix en termes de mescles de colors additius i té la propietat de ser proporcional en qualsevol escala centrada en el blanc o en l'il·luminant punt blanc (colorimetria). No obstant això, aquests dos espais colorimètrics no són lineals en termes de la diferència en la percepció psicovisual dels colors. També és possible i de vegades preferible definir una quantitat similar a la saturació, que sigui lineal en termes de la percepció psicovisual.
En els espais colorimètrics  CIE 1976 L*a*b* i L*u*v*, la cromaticitat no estàndard és el component radial de la representació en coordenades cilíndriques CIE L*C*h (lluminositat, croma i matís per hue en anglès) dels espais colorimètrics L*a*b* i L*u*v*, també conegut com a CIE L*C*h(a*b*), que es pot abreujar CIE L*C*h i CIE L*C*h(u*v*).
La transformació de {\displaystyle (a^{*},b^{*})} en {\displaystyle (C^{*},h)} està donada per 
{\displaystyle C^{*}={\sqrt {a^{*2}+b^{*2}}}}
{\displaystyle h=\arctan {\frac {b^{*}}{a^{*}}}}
i el mateix per a CIE L*C*h(u*v*).
La cromaticitat en les coordenades de la CIE L*C*h(a*b*) i en la CIE L*C*h(u*v*) té l'avantatge de ser més lineal psicovisualment, però, no són lineals en termes de la barreja lineal dels components de color. No obstant això, la cromaticitat en els espais colorimètrics CIE 1976 L*a*b* i L*u*v* és molt diferent del sentit tradicional de la saturació.

## Cromaticitat en els models de percepció dels colors
Un altre mètode, psicovisualment més precís i complex, per obtenir i quantificar la saturació, és utilitzar un model de percepció del color, tal com CIECAM, que té en compte els efectes de l'adaptació cromàtica i les característiques de la superfície d'emissió/reflexió.

## Aplicacions
Nivells de saturació, que augmenten de baix a l'esquerra, de dalt a baix a la dreta: a baix a l'esquerra una imatge en blanc i negre, a la dreta una imatge exageradament acolorida.

### El colorit en la vida quotidiana
En termes no particularment precisos, “colorit” – a més de “multicolor” – també significa en l'ús comú “amb una gran profunditat de color”. Acromàtic significa “no acolorit” i no s'usa en el llenguatge quotidià. El color gris es denomina imprecisament “incolor”, el negre s'equipés amb “fosc” i se suposa que el blanc és el color habitual del fons (que ha d'ignorar-se).
En el context de les restriccions imposades per l'ús de colorants, els pigments de saturació anormalment alta, com el blau de Prússia i el carmí, es denominen "molt acolorits". Aquests colors no es poden reproduir correctament ni en forma impresa ni en pantalla.
En el context del terme "lluentor" s'entenen superfícies saturades o molt acolorides, colors lluminosos de colors intensos, colors de senyalització de colors profunds i superfícies brillants amb vernís brillant o pigments d'efecte (lluentor nacrada, metàl·lic), així com en general il·luminats i autoadhesius. Les superfícies lluminoses s'entenen generalment com a "lluminoses", "acolorides", "acolorides" o "de colors intensos", també "colors de neó". En general, totes aquestes impressions de color distingeixen l'àrea de l'entorn i s'utilitzen en seguretat i publicitat avantatjosa. El desenvolupament tècnic i les possibilitats resultants van conduir a alguna cosa així com una “inflació del color”, que en conseqüència va requerir nous colorants o efectes tècnics.

### Fotografia i cinematografia
En la tecnologia de gravació analògica, el fotògraf només pot intervenir de manera limitada en la saturació del color en el moment de la gravació fotogràfica. En aquest cas, són útils els filtres òptics, com el filtre de llum ambienti o filtre polaritzador. No obstant això, en la tecnologia de gravació digital, la saturació del color es pot variar en el moment de la gravació. Una imatge de color neutre només es pot obtenir en format de dades sense processar, mentre que, d'altra banda, l'electrònica de la càmera ja realitza el processament de la imatge.

Símbol de controls per a ajustar la saturació de color segons IEC 60417.

### Tractament d'imatges, autoedició i impressió
Atès que les tres variables to, saturació i lluentor reprodueixen la visió humana del color molt millor que, per exemple, el sistema de color RGB o els sistemes de color YUV i el sistema de color CMYK d'impressió, que són decisius en la representació electrònic-òptica, en el tractament d'imatges es treballa exclusivament amb sistemes HSV per al postprocessament d'imatges.
Els espais de color són estructures ideals i estan limitats per les possibilitats tècniques de representació del color en pantalles i monitors o en impressió. Per tant, en l'àmbit de gamma alta, és absolutament necessari tenir en compte la saturació màxima de color de la representació, gamut matching - però això també varia en funció del to de color.
- En general, els tons de color saturats no es poden representar òpticament i els tons verds molt pitjor que els vermells i blaus. El triangle Wide-Gamut-RGB[nota 2] És capaç d'emmagatzemar una gamma més àmplia de valors de color que els espais de color sRGB o Adobe RGB. A mode de comparació, l'espai de color RGB d'àmplia gamma abasta el 77,6% dels colors visibles especificats per l'espai de color CIELAB, mentre que l'espai de color estàndard Adobe RGB cobreix només el 52,1% i sRGB cobreix només el 35,9%.</ref> dau en la imatge d'entrada, que representa la gamma de saturació d'un monitor modern, i les seves distàncies de color a la línia de la vora del diagrama CIE (és a dir, els tons més saturats) representa el que és tècnicament factible enfront de la capacitat de l'ull humà.
- Per a la representació del color amb monitors, existeix el problema que les fonts de llum verda i vermella superen amb escreix a les blaves en efecte de color. En els monitors de tubs de raigs catòdics això es corregia amb una major densitat d'energia dels raigs catòdics. El desenvolupament de pantalles planes (LEDs) no va ser possible fins als anys 90 amb el desenvolupament de LED blaus molt brillants; des dels anys 60 ja existien LED vermells i verds adequats.